# جيمس لوثر آدامز
جيمس لوثر آدامز (بالإنجليزية: James Luther Adams)‏ هو عالم عقيدة أمريكي، ولد في 12 نوفمبر 1901 في ريتزفيل في الولايات المتحدة، وتوفي في 26 يوليو 1994 في كامبريدج في الولايات المتحدة.

## وصلات خارجية
- جيمس لوثر آدامز على موقع الموسوعة البريطانية (الإنجليزية)